# Де міститься нофелет?
«Де знахо́диться нофеле́т?» (рос. «Где находится нофелет?») — російська радянська лірична комедія  1987 року, котру зняв режисер  Геральд Бежанов на  кіностудії Мосфільм.

## Сюжет
Талановитий інженер Павло Федорович Голиков, який працює в НДІ в чисто жіночому колективі, у свої сорок з гаком років дивно боязкий і недосвідчений у спілкуванні з жінками, і тому досі неодружений. Він проживає з батьками, які вже давно мріють про онуків. Вони безуспішно знайомлять його з неодруженими доньками знайомих, у надії що Павло, нарешті, одружиться. Але раптом до Москви по меблі приїжджає веселий і відчайдушний Гена — двоюрідний брат Павла. На прохання Павлових батьків, Гена приймає рішення залишитися в Москві, поки не одружить брата. Спочатку Гена переодягає Павла в модний одяг, потім вони знайомляться з різними дівчатами, використовуючи формулу: «Де знаходиться нофелет?». Але в своїх тихих мріях про сімейне життя і дітей Павло бачить незнайому пасажирку (Валентину Теличкину), з якою щодня їздить в одному автобусі.
Зрештою по Гену приїжджає стурбована його довгою відсутністю дружина — владна й командна жінка, дивлячись на яку батьки Павла навіть починають сумніватися в потребі одруження свого сина. Ну а Павло, зрештою, все-таки наважується заговорити з незнайомкою в автобусі, переборовши свою боязкість.

## Цікаві факти
- Фільм досить цнотливий, попри те, що вийшов у період Перебудови; тема сексу, рельєфне розкриття якої характерно для радянського кіно кінця 80-х, тут практично не піднімається.
- Композитор Олександр Зацепін не написав для цього фільму жодної нової мелодії, а тільки переробив уже написані ним раніше теми з фільмів «По сірники» і «Таємниця третьої планети».
- Музична тема Олександра Зацепіна «Дощ пройшов», під яку Гена з Пашею знайомляться з дівчатами на вулиці, звучить також у фільмі Л. Гайдая «Приватний детектив, або Операція „Кооперація“», який вийшов на два роки пізніше.
- Дія відбувається в Москві — автобус має номерний знак серії МНА. Геннадій зустрічається з Аллою на розі Толстого і Фрунзе. Ці вулиці дійсно містяться поруч, у районі метро «Парк Культури», але не перетинаються, а йдуть паралельно!
- Персонаж актора Олександра Панкратова-Чорного — Гєна наспівував відому пісню Адріано Челентано «Susanna», з альбому «I miei americani» 1984 року.

## У ролях
- Володимир Меньшов — Павло Голиков
- Олександр Панкратов-Чорний — Геннадій, двоюрідний брат Павла
- Валентина Теличкина — Незнайомка
- Людмила Шагалова — Олена Аркадіївна, мати Павла
- Микола Парфьонов — Федір Михайлович Голиков, батько Павла
- Марина Дюжева — Марина, колега Павла
- Людмила Нільська — Віра Симакова, одружена колега
- Ольга Шоріна — Люба, колега Павла
- Олена Покатілова — Олена
- Катерина Жемчужна — Земфіра, циганка-ворожка і спекулянтка
- Ірина Розанова — Валентина, дружина Генки
- Олена Скороходова — Зоя
- Інна Ульянова — Клара Семенівна, начальниця Павла
- Наталія Карпуніна — Тамара
- Ірина Шмельова — Людочка
- Наталія Коновалова — Надя, колега Павла
- Олена Сафонова — Алла
- Ніна Агапова — тітка Емми
- Світлана Андропова — Галя, подруга Алли
- Михайло Кокшенов — Водій тролейбуса
- Олена Аржанік — дівчина, що клюнула на «нофелет»
- Вероніка Ізотова — перехожа в рожевих штанах, що клюнула на «нофелет»
- Галина Петрова — подруга Марини, у якої зламався підсилювач
- Олександр Пятков — амбал у червоній куртці з двома дівчатами
- Ольга Кабо — перехожа зі Свердловська
- Олена Циплакова — дівчина в гуртожитку, що спускається сходами в майці з написом «Я люблю літніх чоловіків»
- Галина Самойлова — епізод
- Людмила Шевель — Іра
- Інна Аленікова — епізод
- Маргарита Гладунко — епізод
- Лідія Драновська — родичка Емми
- Ніна Саруханова — епізод
- Лідія Лелікова — епізод
- Тетяна Донська — епізод, (у титрах — Т. Ряснянська)
- Т. Любимська — епізод
- Л. Майкова — епізод
- Лада Фетисова — видна блондинка, на вулиці з подругою, в титрах Л. Сергіївська
- Катерина Куравльова — епізод